# Трусово (станция)
Тру́сово — железнодорожная станция Астраханского региона Приволжской железной дороги. Названа по бывшему посёлку, включённому в черту Астрахани в 1928 году.
До 1996 года участок Трусово — Олейниково принадлежал Северо-Кавказской железной дороге.

## О станции
Станция располагается в Наримановском районе Астраханской области, является пассажирско — грузовой и работает на три направления — станции Кутум, Ильменный, Правый берег. Она оборудована электрической централизацией стрелок и сигналов. На станции осуществляется приём-отправление пассажирских пригородных, грузовых и транзитных грузовых поездов. Основные клиенты станции по выгрузке грузов: ООО «Астраханский морской порт», ООО «Альфа-порт», нефтебазы № 5 и № 3. На станции ведётся погрузка и отправление лома чёрных металлов, строительных грузов, продуктов питания.

## История
Станция открыта в 1942 году в составе пускового участка Астрахань — Кизляр. На рубеже 1980—1990-х планировалась электрификация перегона Кутум — Трусово под пригородное сообщение с АГПЗ, однако в конечном проекте контактная сеть стала заканчиваться сначала в 200 м западнее Кубанского моста, а с 2001 года и вовсе непосредственно в западной горловине станции Кутум.

## Деятельность
Станция Трусово осуществляет следующие операции:
- продажа пассажирских билетов;
- прием и выдача багажа;
- приём и выдача повагонных отправок грузов (открытые площадки);
- Приём и выдача повагонных и мелких отправок (подъездные пути);
- приём и выдачу грузовых вагонов, загружаемых в местах необщего пользования (речные порты в Трусовском районе Астрахани, к которым отходят подъездные линии от Трусово);
- операции с контейнерами массой брутто до 30 тонн.[3]

Также по станции производится остановка 1 пары пригородного поезда Астрахань II — Олейниково. Пассажирские поезда дальнего следования не останавливаются.

## Общественный транспорт
В 380 м к северу от станции, на Школьной улице, расположена остановка маршруток «Станция Трусово». На ней останавливаются следующие маршрутки и автобусы:
| № маршрута | Конечный пункт                            | Пересадки                     |
| ---------- | ----------------------------------------- | ----------------------------- |
| 59         | Трусовское кладбище — Октябрьская площадь | платф. Мостострой             |
| 59с        | Трусовское кладбище — Октябрьская площадь | платф. Мостострой             |
| 61         | Трусовское кладбище — ТЦ «Московский»     | платф. Мостострой, ж/д вокзал |
| 61с        | Трусовское кладбище — ТЦ «Московский»     | платф. Мостострой, ж/д вокзал |